# آپولونی
اصول آگاهی، خردورزی و فردمداری در جوامع بشری. این واژه را نیچه در کتاب زایش تراژدی (۱۸۷۲) به کار برد که این کتاب جستجویی در خاستگاه نمایش یونان باستان است. او اصول آپولونی را در مقابل اصول دیونوسی، که از نظر او جمعی، خردگریز و شاعرانه هستند؛ قرار می‌دهد.

## منبع
- دانشنامه دانش گستر٬ موسسه علمی- فرهنگی دانش گستر٬ ۱۳۸۹ ٬ص ۵۸.